# 恰克拉达尔普尔
恰克拉达尔普尔（Chakradharpur），是印度贾坎德邦Pashchimi Singhbhum县的一个城镇。总人口197953（2011年）。

## 人口
该地2011年总人口197953人，其中男性19927人，女性18425人；0—6岁人口5102人，其中男2677人，女2425人；识字率72.14%，其中男性为78.11%，女性为65.68%。